# Bram Vingerling
Bram Vingerling is een single van Gerard Cox. Het is afkomstig van zijn album Balans.
De A-kant Bram Vingerling is een cover van Fingerprints van Leonard Cohen. Het gaat over de jeugdheld Bram Vingerling van Leonard Roggeveen. De B-kant Als ik later dood ga is een eigen nummer van Gerard Cox, de muziek is van zijn begeleider aan de piano Bert Nicodem.
De platenhoes was een ontwerp van tekenaar Ben Schoonhein. De uitgave had een enigszins stripachtig uiterlijk, het was meer een collector's item dan commerciële single. Het plaatje haalde hitparades dus ook niet.